# Lagny-le-Sec
Lagny-le-Sec és un municipi francès, situat al departament de l'Oise i a la regió dels Alts de França. L'any 2007 tenia 1.816 habitants.

## Demografia

### Població
El 2007 la població de fet de Lagny-le-Sec era de 1.816 persones. Hi havia 636 famílies de les quals 88 eren unipersonals (36 homes vivint sols i 52 dones vivint soles), 172 parelles sense fills, 320 parelles amb fills i 56 famílies monoparentals amb fills.
La població ha evolucionat segons el següent gràfic:
Habitants censats

### Habitatges
El 2007 hi havia 663 habitatges, 640 eren l'habitatge principal de la família, 8 eren segones residències i 15 estaven desocupats. 614 eren cases i 49 eren apartaments. Dels 640 habitatges principals, 572 estaven ocupats pels seus propietaris, 57 estaven llogats i ocupats pels llogaters i 11 estaven cedits a títol gratuït; 6 tenien una cambra, 24 en tenien dues, 51 en tenien tres, 113 en tenien quatre i 446 en tenien cinc o més. 573 habitatges disposaven pel capbaix d'una plaça de pàrquing. A 230 habitatges hi havia un automòbil i a 381 n'hi havia dos o més.

### Piràmide de població
La piràmide de població per edats i sexe el 2009 era:
| Homes | Edats   | Dones |
| ----- | ------- | ----- |
| 0     | 95 o +  | 0     |
| 0     | 90 a 94 | 4     |
| 8     | 85 a 89 | 4     |
| 4     | 80 a 84 | 8     |
| 4     | 75 a 79 | 28    |
| 24    | 70 a 74 | 16    |
| 20    | 65 a 69 | 36    |
| 40    | 60 a 64 | 36    |
| 52    | 55 a 59 | 44    |
| 92    | 50 a 54 | 72    |
| 96    | 45 a 49 | 120   |
| 48    | 40 a 44 | 44    |
| 60    | 35 a 39 | 64    |
| 80    | 30 a 34 | 84    |
| 40    | 25 a 29 | 48    |
| 60    | 20 a 24 | 32    |
| 56    | 15 a 19 | 80    |
| 64    | 10 a 14 | 68    |
| 68    | 5 a 9   | 64    |
| 52    | 0 a 4   | 64    |

## Economia
El 2007 la població en edat de treballar era de 1.231 persones, 943 eren actives i 288 eren inactives. De les 943 persones actives 897 estaven ocupades (476 homes i 421 dones) i 46 estaven aturades (27 homes i 19 dones). De les 288 persones inactives 108 estaven jubilades, 101 estaven estudiant i 79 estaven classificades com a «altres inactius».

### Ingressos
El 2009 a Lagny-le-Sec hi havia 658 unitats fiscals que integraven 1.890,5 persones, la mediana anual d'ingressos fiscals per persona era de 24.206 €.

### Activitats econòmiques
Dels 57 establiments que hi havia el 2007, 1 era d'una empresa extractiva, 4 d'empreses alimentàries, 1 d'una empresa de fabricació d'elements pel transport, 8 d'empreses de construcció, 18 d'empreses de comerç i reparació d'automòbils, 7 d'empreses de transport, 3 d'empreses d'hostatgeria i restauració, 1 d'una empresa d'informació i comunicació, 1 d'una empresa financera, 2 d'empreses immobiliàries, 6 d'empreses de serveis, 3 d'entitats de l'administració pública i 2 d'empreses classificades com a «altres activitats de serveis».
Dels 11 establiments de servei als particulars que hi havia el 2009, 2 eren tallers de reparació d'automòbils i de material agrícola, 3 paletes, 2 lampisteries, 1 empresa de construcció, 1 perruqueria, 1 restaurant i 1 agència immobiliària.
Dels 5 establiments comercials que hi havia el 2009, 1 era un hipermercat, 1 una botiga de menys de 120 m², 2 botigues d'equipament de la llar i 1 una botiga de material de revestiment de parets i terra.
L'any 2000 a Lagny-le-Sec hi havia 3 explotacions agrícoles que ocupaven un total de 765 hectàrees.

## Equipaments sanitaris i escolars
El 2009 hi havia 1 escola maternal i 1 escola elemental.

## Poblacions més properes
El següent diagrama mostra les poblacions més properes.